# Natica hebraea
Natica hebraea là một loài ốc biển săn mồi, là động vật thân mềm chân bụng sống ở biển trong họ Naticidae, họ ốc mặt trăng.

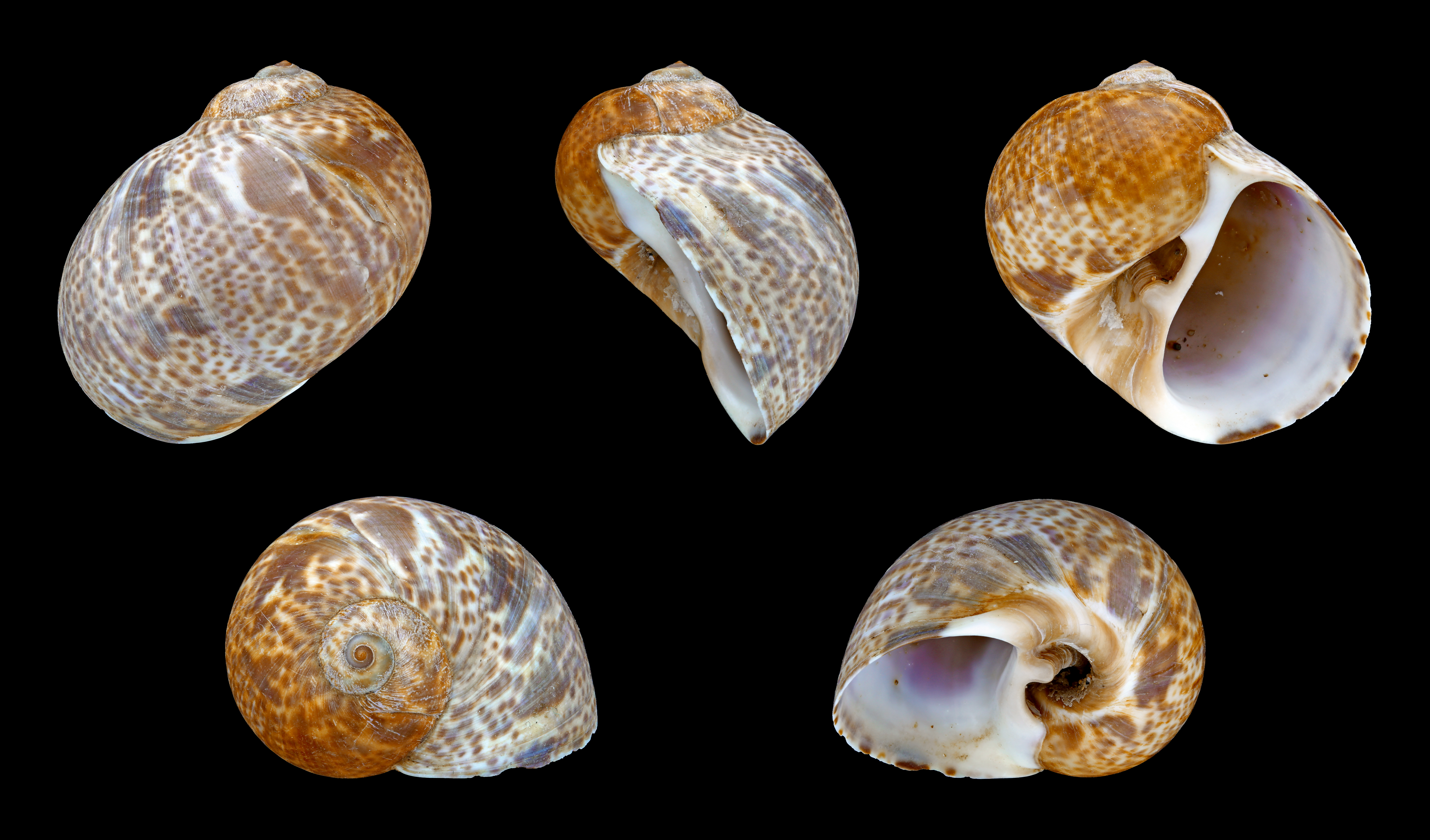
Five views of vỏ ốc Natica hebraea

## Hình ảnh

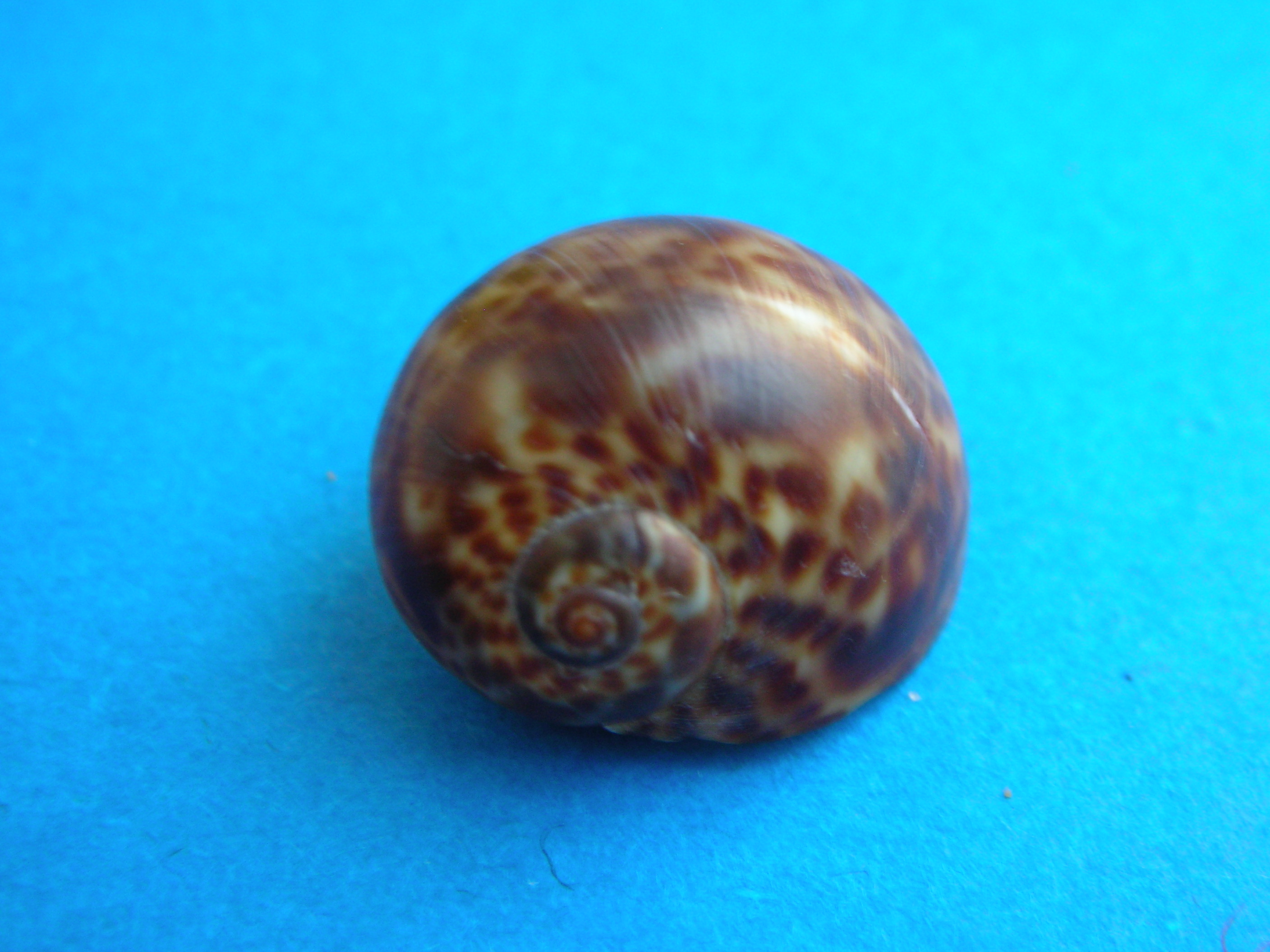
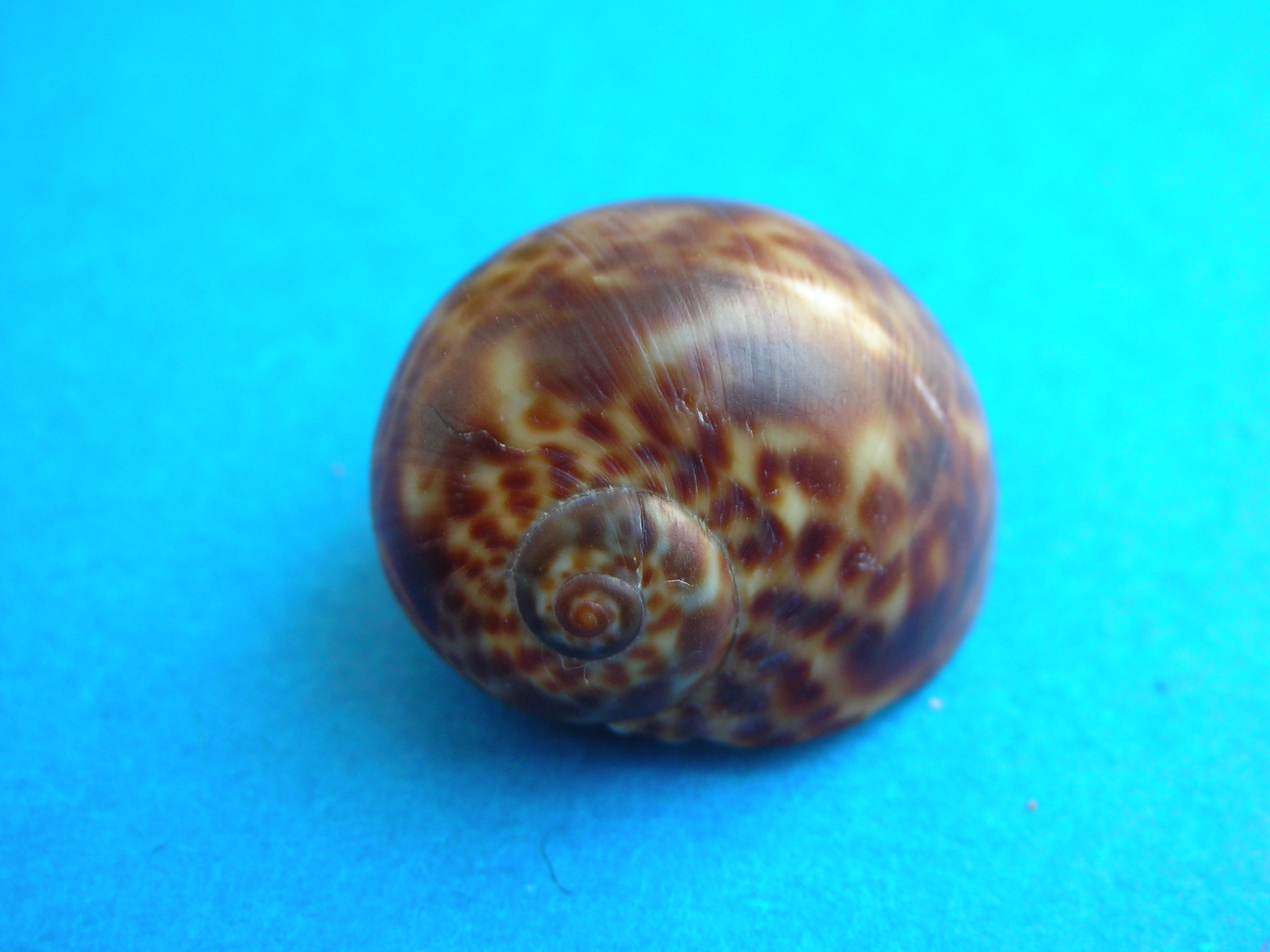
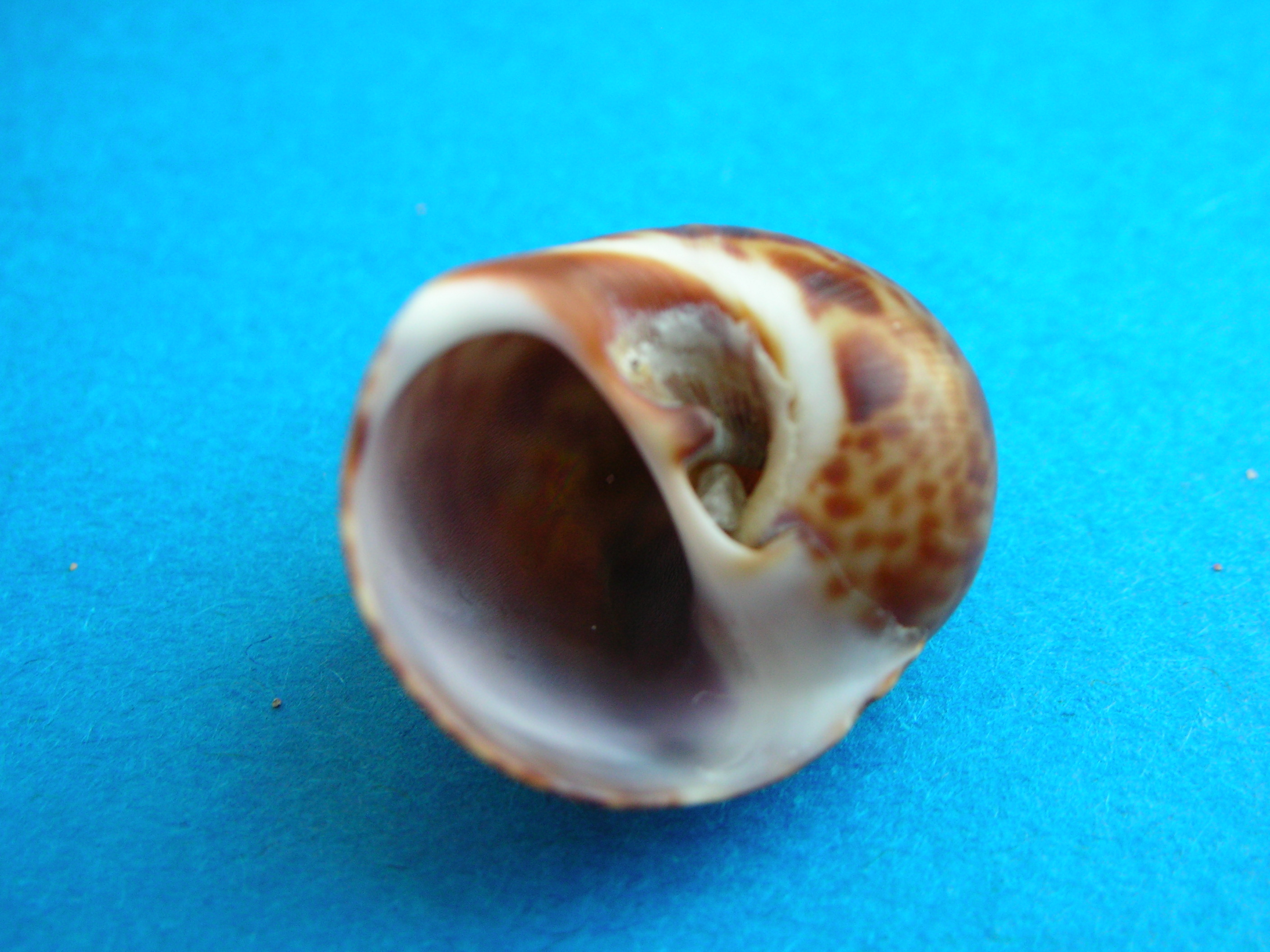
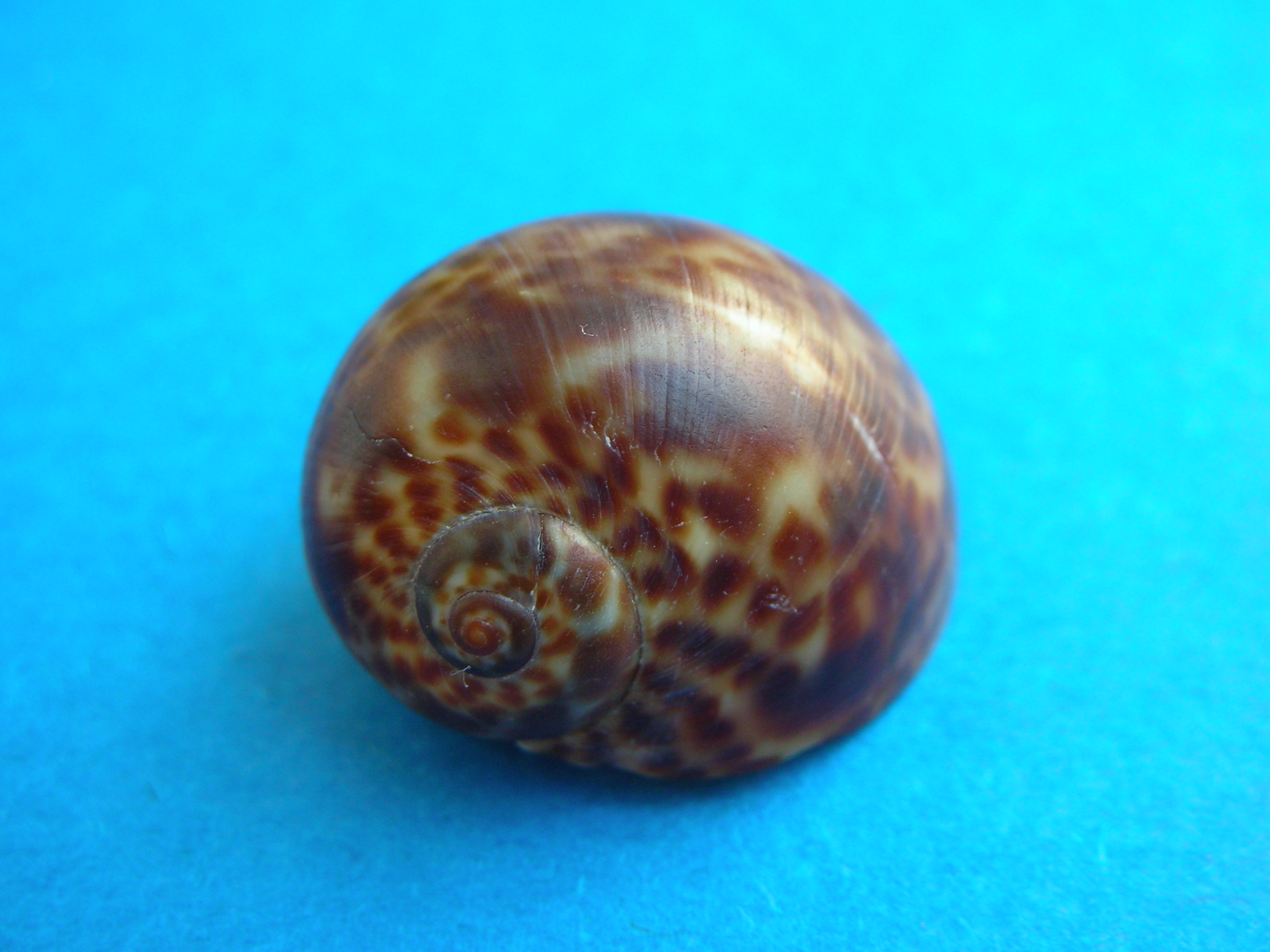